# 銀色事件25區
《銀色事件25區》（又译作）是草蜢工作室開發的視覺小說，為該公司首款遊戲《銀色事件》的續作。遊戲於2005年10月首發於日本行動電話；後於2018年高畫質復刻，登陸Linux、macOS、Microsoft Windows和PlayStation 4平台。其中PlayStation 4版係同前作復刻版一道，收錄於《銀色事件2425》合輯中發售。該合輯預定於2021年推出任天堂Switch版。